# 라스트 시덕션
《라스트 시덕션》(영어: The Last Seduction)은 미국에서 제작된 존 달 감독의 1994년 네오누아르 에로 스릴러 영화이다. 린다 피오렌티노 등이 출연하였고, 조너선 셰스택 등이 제작에 참여하였다.

## 출연
- 린다 피오렌티노
- 피터 버그
- 빌 풀먼
- 빌 넌
- J. T. 월시
- 딘 노리스
- 허브 미첼

## 기타 제작진
- 배역: 데이비드 루빈, 데브라 제인
- 미술: 린다 펄
- 의상: 테리 드레즈바크
- 음악 감독: 캐린 랙트먼